# Confrontos no Alto Carabaque em 2016
Os confrontos do Alto Carabaque em 2016, às vezes referidos como Guerra dos Quatro Dias ou Guerra de Abril, começaram ao longo da linha de contato do Alto Carabaque em 1 de abril, com o Exército de Defesa do Alto Carabaque e as Forças Armadas da Armênia, por um lado, e as Forças Armadas do Azerbaijão, por outro, na região disputada de Alto Carabaque, com as forças do Azerbaijão tentando recuperar o controle do território controlado pela não reconhecida República do Alto Carabaque (hoje República de Artsaque), apoiada pela Armênia. Os confrontos foram definidos como "o pior" desde o cessar-fogo de 1994.
Um cessar-fogo foi alcançado em 5 de abril, no entanto, ambos os lados acusaram uns aos outros de violações. O Azerbaijão afirmou ter recuperado 2 000 hectares de terra, enquanto as autoridades armênias sugeriram uma perda de 800 hectares de terra sem nenhuma importância estratégica.
O Departamento de Estado dos Estados Unidos estima que um total de 350 pessoas — militares e civis — morreram. Fontes oficiais das partes beligerantes colocam essas estimativas muito mais altas ou muito mais baixas, dependendo da fonte.